# Fârtățești
Fârtățești es una comuna ubicada en el distrito Vâlcea, Rumania.

## Superficie
Posee una superficie de 78,27 kilómetros cuadrados.

## Demografía
Hasta 2021 la población era de 3262 habitantes, con una densidad de población de 41,68 habitantes por kilómetro cuadrado.